# Donsbach
Donsbach is een plaats in de Duitse gemeente Dillenburg, deelstaat Hessen, en telt 1568 inwoners (2006).